# Richie McCaw
Richard Hugh „Richie“ McCaw, ONZ (* 31. Dezember 1980 in Oamaru) ist ein ehemaliger neuseeländischer Rugby-Union-Spieler. Er spielte auf Vereinsebene für die Canterbury Rugby Football Union in der neuseeländischen Meisterschaft Air New Zealand Cup und für die Crusaders in der internationalen Meisterschaft Super 14. Zudem war er Kapitän der neuseeländischen Rugby-Union-Nationalmannschaft und ist weltweit der Spieler mit den zweitmeisten Länderspielen. Mit den All Blacks gewann er die Rugby-Union-Weltmeisterschaft 2011 und 2015. McCaw gilt als bester Spieler aller Zeiten bei den All Blacks.

## Karriere

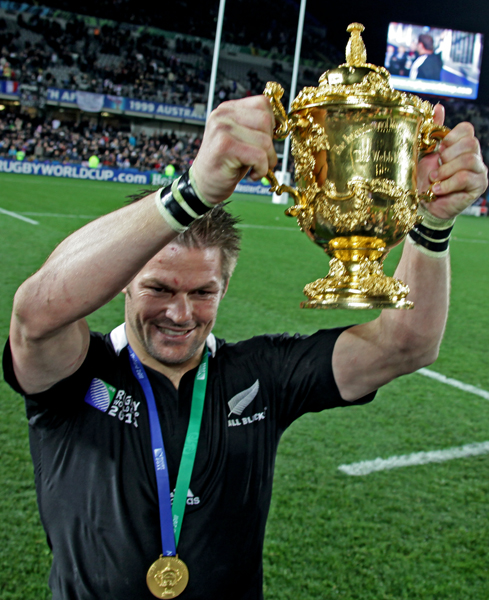
Richie McCaw mit dem Webb Ellis Cup, nachdem die All Blacks das Finale der Rugby-Union-Weltmeisterschaft 2011 gegen Frankreich knapp gewonnen hatten

McCaw begann seine Rugby-Karriere, als er sieben Jahre alt war und nach Dunedin zog, um dort die Otago Boys’ High School zu besuchen.
Im Schul-Rugby-Finale 1998 gegen die Rotorua Boys High School zeigte McCaw das erste Mal sein Talent. Er legte den einzigen Versuch für sein Team in einem 5-5 Unentschieden. Sein Talent brachte ihm ein Rugby-Stipendium an der Lincoln University in Christchurch ein. Er nahm das Angebot an und studierte dort Agrarwirtschaft. Dies ermöglichte ihm, für Canterbury und die Crusaders zu spielen. Im Alter von 20 Jahren wurde er dann ins neuseeländische Nationalteam einberufen. Er hatte sein erstes Spiel gegen Irland und wurde zum „man of the match“ gewählt.
2004 wurde McCaw Kapitän von Canterbury. Er verletzte sich am Kopf, wurde jedoch rechtzeitig fit und führte sein Team zum Gewinn des Air New Zealand Cup. Im 60. Länderspiel gegen Wales Ende 2004 wurde er zum Kapitän der All Blacks ernannt. 2005 wurde er auch zum Kapitän der Crusaders ernannt. Wegen einer erneuten Kopfverletzung konnte er etwa die Hälfte der Saison nicht spielen. Am Ende war er jedoch wieder fit und eroberte den Pokal gegen NSW Waratahs.
Am 13. Mai 2006 wurde McCaw zum offiziellen Kapitän der All Blacks ernannt. Er folgte damit auf den legendären Tana Umaga, der offiziell mit Beginn der Saison 2006 zurückgetreten war. Es war bereits seit längerem erwartet worden, dass McCaw Umagas Rolle übernehmen werde, da er schon der Vizekapitän war. McCaw gilt als bester rechter Flügelstürmer (openside flanker) der Welt.
Am 21. November 2006 gewann McCaw den Preis der International Rugby Players’ Association als bester Spieler des Jahres. Neuseeland gewann den Preis als beste Mannschaft und sein Teamkollege Jason Eaton den Preis als Newcomer des Jahres. Außerdem wurde McCaw vom International Rugby Board als bester Spieler 2006 geehrt. Er gewann auch den Publikumspreis bei der Wahl Neuseelands Sportler des Jahres.
Am 15. August 2015 bestritt McCaw beim 41:13-Sieg der All Blacks im Eden Park in Auckland gegen den Erzrivalen Australien sein 142. Länderspiel und übertraf damit die bisherige Weltrekordmarke des Iren Brian O’Driscoll.
Am 18. November 2015 gab McCaw das sofortige Ende seiner aktiven Karriere bekannt. Auf der dazu angesetzten Pressekonferenz kondolierte er auch in seiner Funktion als noch amtierender Kapitän der All Blacks der Familie der am selben Tag gestorbenen Rugby-Legende Jonah Lomu. McCaw kündigte an, zukünftig für ein in Christchurch ansässiges Unternehmen für Hubschrauberflüge tätig zu sein.
Am 31. Dezember 2015, seinem 35. Geburtstag, wurde McCaw als bis dahin jüngster Träger mit dem Order of New Zealand ausgezeichnet.

## Weitere sportliche Aktivitäten
McCaw ist begeisterter Segelflieger.